# Composante fortement connexe

Décomposition d'un graphe en composantes fortement connexes.

En théorie des graphes, une composante fortement connexe d'un graphe orienté G est un sous-graphe de G possédant la propriété suivante, et qui est maximal pour cette propriété : pour tout couple (u, v) de nœuds dans ce sous-graphe, il existe un chemin de u à v.
Un graphe est dit fortement connexe s'il est formé d'une seule composante fortement connexe. De manière générale, un graphe se décompose de manière unique comme union de composantes fortement connexes deux à deux disjointes.

## Graphe des composantes fortement connexes
Le graphe H des composantes fortement connexes de G est défini de la manière suivante :
- à chaque composante fortement connexe de G lui est associé un nœud de H;
- il existe un arc (U, V) de H si et seulement s'il existe un arc (u, v) de G tel que u et v sont des  nœuds respectifs des composantes fortement connexes U et V.

Le graphe des composantes fortement connexes est un graphe orienté toujours acyclique. Inversement, tout graphe acyclique est isomorphe au graphe de ses composantes fortement connexes.

## Algorithmes
Plusieurs algorithmes permettent de calculer la décomposition en composantes fortement connexes d'un graphe en temps linéaire :
- l'algorithme de Kosaraju, fondé sur l'algorithme de parcours en profondeur, nécessite deux parcours du graphe (plus précisément, un parcours du graphe et un de son transposé) ;
- l'algorithme de Tarjan ne nécessite qu'un seul parcours en profondeur ;
- l'algorithme de Gabow (Gabow 2000)[1].

## Utilisations
Certains algorithmes utilisent la décomposition en composantes fortement connexes comme une première étape, c'est le cas par exemple d'un algorithme pour le problème 2-SAT.